# Jonas Svenonis
Jonas Svenonis, född 1565, död 1615 i Skedevi församling, Östergötland, var en svensk präst.

## Biografi
Jonas Svenonis föddes 1565. Han var adjunkt i Skedevi församling och blev 1596 kyrkoherde i församlingen. Jonas Svenonis avled 1615 i Skedevi församling.

### Familj
Jonas Svenonis gifte sig med en dotter till kyrkoherden Jacobus Joannis i Skedevi församling. De fick tillsammans barnen kyrkoherden Nicolaus Mörck i Gryts församling och Karin Jonsdotter som var gift med kyrkoherde Benedictus Johannis i Skedevi församling och kyrkoherden Johannes Nicolai i Skedevi församling.